# Butterfly Park
Der Butterfly Park ist ein Park in Marysville, Ohio.

## Tourismus
Der Park liegt in Green Pastures und hat eine Fläche von 0,81 ha. Es gibt einen Spielplatz, ansonsten besteht der Park aus Grünfläche.